# Capela da Gruta do Leite
A Capela da Gruta do Leite de Nossa Senhora (em latim: Crypta lactea; em árabe: مغارةآلسثئ; em hebraico: מערת החלב), também chamada de Gruta de Nossa Senhora ou Gruta do Leite, é uma capela católica em Belém, na Cisjordânia, erguida em 1872.     Desde os tempos bizantinos, o local tem sido um centro de peregrinação cristã, mantido desde sua última ereção, juntamente com seu santuário mariano e mosteiro, pela Custódia da Terra Santa da Ordem dos Frades Menores da Igreja Católica na Palestina. O Status Quo, um acordo entre comunidades religiosas com 250 anos de existência, aplica-se ao local. 
A atual capela católica foi construída em 1872 no local de uma antiga igreja bizantina do século V, da qual resta apenas parte do piso de mosaico.

## Significado
A tradição cristã diz que é o lugar onde a Sagrada Família encontrou refúgio durante o Massacre dos Inocentes, antes que pudessem fugir para o Egito. O nome deriva da história de que uma "gota de leite" da Virgem Maria caiu no chão da caverna e mudou sua cor para branco. 

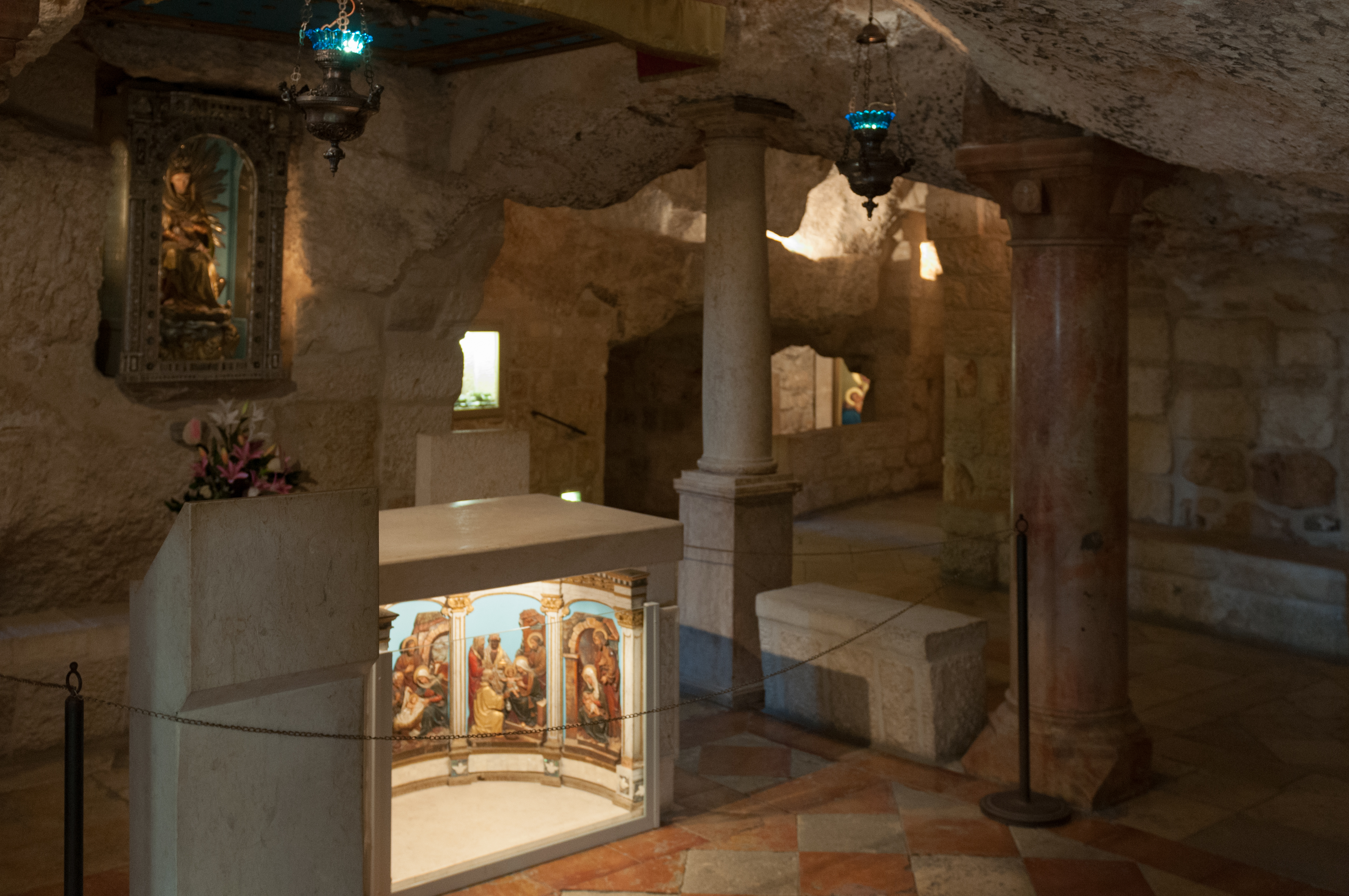
Visão interna

O espaço, que contém três cavernas diferentes, é visitado por alguns na esperança de curar casais inférteis,  sendo o santuário alegadamente um lugar onde as orações pelas crianças são milagrosamente respondidas.

## Mosteiro da Adoração Perpétua do Santíssimo Sacramento
Um mosteiro das Irmãs da Adoração Perpétua do Santíssimo Sacramento está anexo à capela. As freiras vestidas de vermelho e branco praticam a adoração eucarística perpétua e também rezam ininterruptamente pela paz desde 2016, quando um tabernáculo da "Rainha da Paz" foi instalado na sua Capela de Adoração Eucarística.
O tabernáculo foi doado pela comunidade polonesa 'Rainha da Paz'  à Custódia Franciscana da Terra Santa. Foi originalmente concebido para a Quarta Estação da Via Dolorosa em Jerusalém, mas acabou por ser transferido para as Irmãs da Adoração Perpétua na Gruta do Leite em 2016, porque estavam mais bem preparadas para garantir a oração contínua pela paz. 
O artista polonês que projetou o tabernáculo, Mariusz Drapikowski, explica que sua obra foi inspirada no Apocalipse de São João: o tabernáculo fechado representa a Jerusalém terrena, com os doze apóstolos e as doze tribos de Israel cercando a imagem de Jesus na cruz, enquanto o santuário aberto representa a Jerusalém celestial, brilhante e ladeada por um par de oliveiras que simbolizam as duas testemunhas do Apocalipse.  Os seus ramos estão cheios de uma variedade de cruzes diferentes, simbolizando as várias profissões cristãs que emergem do tronco comum do cristianismo.  No centro do santuário aberto está a custódia que mostra uma Madona segurando nas mãos o Cristo Eucarístico, representado como uma grande hóstia. 